# 李埼鎔
李埼鎔（韩语：／ I Gi-yong；日语：／ Ri Kiyō；1889年11月1日—1961年3月4日），本貫全州李氏，是朝鲜王朝王族、朝鮮日治時期朝鮮貴族子爵及政治人物，曾任貴族院朝鮮敕選議員。位階為從四位。

## 經歷
李埼鎔於1889年11月1日在朝鲜王朝京畿道漢城府（後京城府）出生，朝鮮日治時期的本籍地為京城府，是兴宣大院君長兄興寧君李昌應之孫、完林君李載元之子。
李埼鎔於1902年獲任隆陵參奉，隨後辭職，1905年獲任侍講院侍從官。1906年入學敦明義塾政治專門科，1908年畢業；又於1907年入學修學院初等科就讀，1909年畢業並進入中等科，1910年畢業。1910年日韓合併後成為朝鮮貴族子爵，並得到3萬圓的受爵金。1912年取得京畿道南陽郡長安面的朝鲜总督府未墾地利用權，同年獲韓国併合紀念章，並以齋洞公立普通學校委員的身份活動。1915年列席大正天皇的即位式，獲大禮紀念章。1917年成為佛教擁護會顧問，之後由於赌博等原因申請破產，京城地方裁判所判決其保有爵位。1932年作為朝鮮貴族的總代表參與朝鮮神宮的新嘗祭，直到1935年參與了朝鮮神宮的各種祭禮。1936年取得江原道金化郡任南面金銀礦的共同礦業權。1937年發起朝鮮國防協會與同曜會，1938年協助發起朝鮮報國會。1945年4月起任貴族院朝鮮敕選議員。日本投降後的1949年1月，因涉嫌違反大韩民国《反民族行為處罰法》第2條，被反民族行為特別調查委員會檢舉，受到審判。1961年3月4日，李埼鎔去世。

## 評價
2002年，大韓民國國會議員團體「建立民族正氣的國會議員會」將李埼鎔列入親日派708人名單。大韓民國還依據2004年通過的《日帝强占下反民族行为真相纠明相关特别法》認定其為「親日反民族行為者」。